# Шверценбах
Шверценбах (нім. Schwerzenbach) — громада  в Швейцарії в кантоні Цюрих, округ Устер.

## Географія
Громада розташована на відстані близько 105 км на північний схід від Берна, 10 км на схід від Цюриха.
Шверценбах має площу 2,6 км², з яких на 41,7% дозволяється будівництво (житлове та будівництво доріг), 37,9% використовуються в сільськогосподарських цілях, 6,4% зайнято лісами, 14% не є продуктивними (річки, льодовики або гори).

## Демографія
2019 року в громаді мешкало 5170 осіб (+16,5% порівняно з 2010 роком), іноземців було 27,1%. Густота населення становила 1973 осіб/км².
За віковим діапазоном населення розподілялося таким чином: 20,5% — особи молодші 20 років, 62,1% — особи у віці 20—64 років, 17,4% — особи у віці 65 років та старші. Було 2318 помешкань (у середньому 2,2 особи в помешканні).
Із загальної кількості 2646 працюючих 32 було зайнятих в первинному секторі, 288 — в обробній промисловості, 2326 — в галузі послуг.